# Margareta Brahe

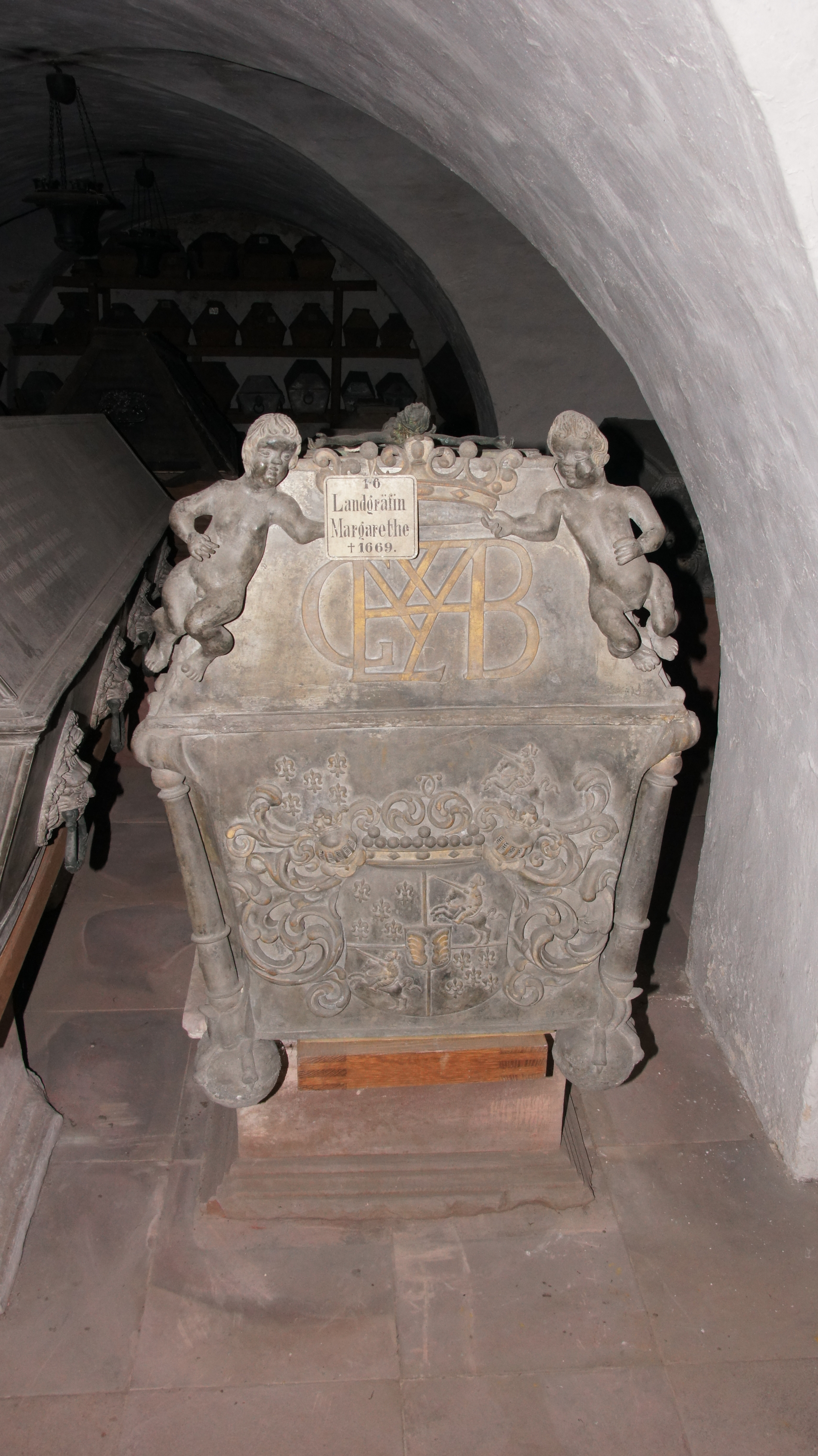
Sarg von Margareta Brahe in der Gruft des Landgrafenschlosses

Margareta Brahe (* 20. Juni 1603 auf Schloss Rydboholm, Gemeinde Österåker; † 15. Mai 1669 in Weferlingen, Sachsen-Anhalt) war eine schwedische Gräfin und Erbin sowie durch ihre letzte Heirat Landgräfin von Hessen-Homburg.

## Leben
Margareta war eine Tochter des Grafen Abraham Brahe aus dem schwedischen Adelsgeschlecht Brahe, eines Sohns des Per Brahe des Älteren, aus dessen Ehe mit Elsa Gyllenstierna af Lundholm. Sie war eine Schwester des Reichsdrosten Per Brahe des Jüngeren. Margareta heiratete in erster Ehe 1633 den Reichsrat Graf Bengt Bengtsson Oxenstierna († 1643) und in zweiter Ehe 1648 den Grafen Johan Axelsson Oxenstierna († 1657), den ältesten Sohn des Reichskanzlers Axel Oxenstierna. Sie war Hofdame der Königinnen Maria Eleonora und Christina von Schweden. Als Mitglied einer der prominentesten schwedischen Familien hatte sie großen politischen Einfluss am schwedischen Hof. Durch den Tod der zwei vorverstorbenen Ehemänner wurde sie zu einer sehr reichen Witwe.
Am 12. Mai 1661 heiratete die reiche Erbin in Stockholm den 30 Jahre jüngeren Prinzen Friedrich von Homburg. Auch Graf Ludwig Heinrich von Nassau-Dillenburg hatte sich um ihre Hand bemüht, was zu Streitigkeiten führte. Mit den durch die Eheschließung erworbenen Mitteln erwarb Friedrich II. das Gut Weferlingen und nach dem Tod seiner Gemahlin mehrere Ländereien in den heutigen Bundesländern Sachsen-Anhalt und Brandenburg, darunter Amt und Stadt Neustadt (Dosse).
Mit dem Nachlass ihres zweiten Mannes erwarb Margareta eine bedeutende Bibliothek aus Beständen der Familie Sture und der Herzöge von Pommern-Stettin, mit der Margaretes Bruder den Grundstock der Bibliothek in Visingsö legte. Heute sind die Bücher Bestand der Universität Växjö.
Margareta besaß eine große Sammlung meist lebensgroßer Porträts bedeutender schwedischer Persönlichkeiten und ihrer Vorfahren, die sich heute zum Teil im Schloss Bad Homburg, zum Teil im Rathaus von Stockholm befindet.
Margareta ist neben ihrem Mann in der Gruft der Schlosskirche des Schlosses Bad Homburg beigesetzt.